# Белоусовка (Глобинский район)
Белоусовка (укр. Білоусівка) — село,
Горбовский сельский совет,
Глобинский район,
Полтавская область,
Украина.
Код КОАТУУ — 5320681402. Население по переписи 2001 года составляло 19 человек.
Село указано на трехверстовке Полтавской области. Военно-топографическая карта.1869 года как хутор Белоус.

## Географическое положение
Село Белоусовка находится в 1-м км от левого берега реки Кривая Руда,
на расстоянии до 1-го км от сел Горбы и Сидоры.